# Detroit Metal Mouldings
Die Detroit Metal Mouldings waren ein US-amerikanisches Eishockeyfranchise der International Hockey League aus Detroit, Michigan.

## Geschichte
Der Verein wurde 1946 als Franchise der International Hockey League gegründet. Neben dem Detroit Auto Club und Detroit Bright’s Goodyears war die Mannschaft das dritte Team aus der Autostadt Detroit, welches in die IHL aufgenommen wurde. Seinen größten Erfolg erreichte die Mannschaft, die im letzten Jahr ihres Bestehens unter dem Namen Detroit Jerry Lynch auflief, in der Saison 1948/49, als sie den zweiten Platz der North Division erreichte. Dennoch wurde das Franchise im Anschluss an die Spielzeit zusammen mit dem Stadtrivalen Detroit Bright’s Goodyears aufgelöst. Die Lücke, die beide Teams hinterließen, wurde von den Detroit Hettche gefüllt, die von 1949 bis 1952 am Spielbetrieb der IHL teilnahmen.

## Saisonstatistik
Abkürzungen: GP = Spiele, W = Siege, L = Niederlagen, T = Unentschieden, OTL = Niederlagen nach Overtime SOL = Niederlagen nach Shootout, Pts = Punkte, GF = Erzielte Tore, GA = Gegentore, PIM = Strafminuten
| Saison  | GP | W  | L  | T | OTL | SOL | Pts | GF  | GA  | Platz     | Playoffs |
| 1946–47 | 28 | 9  | 13 | 6 | —   | —   | 24  | 89  | 122 | 4., IHL   | —        |
| 1947–48 | 30 | 15 | 12 | 3 | —   | —   | 33  | 135 | 139 | 3., IHL   | —        |
| 1948–49 | 31 | 16 | 6  | 9 | —   | —   | 44  | 163 | 125 | 2., North | —        |